# The BOBs
The BOBs (Best of the Blogs) — международный конкурс блогов, который ежегодно, начиная с 2004 года, представляет германская иновещательная медиакомпания «Немецкая волна» (Deutsche Welle). Основные фазы конкурса начинаются в сентябре и заканчиваются объявлением победителей в Берлине в ноябре. Для «Немецкой волны» этот конкурс является возможностью содействия информационной свободе и свободе слова во всем мире. С 2005 года партнером конкурса является правозащитная организация «Репортёры без границ».
На конкурс могут быть представлены как традиционные текстовые блоги, так и аудио- и видеоподкасты на одном из 14 конкурсных языков: арабском, бенгальском, китайском, немецком, английском, французском, голландском, персидском, португальском, русском, испанском, индонезийском, украинском, турецком и хинди. С 2013-го The BOBs принимает предложения на новых 3 языках: украинском, турецком и хинди.

## Конкурсные категории
В числе конкурсных категорий — четыре общих для всех языков и четырнадцать специфичных для каждого языка. В 2016 году объявлены следующие конкурсные категории:
- «Лучшая социальная инициатива в Сети»
- «Лучшая инновация»
- «Культура и искусство»
- «Гражданская журналистика в Сети»
- «Лучший сайт блог на одном из конкурсных языков»

## Особенности конкурса
На конкурсе разыгрываются как призы жюри, так и призы публики. Симпатии публики определяет онлайн-голосование. Международное жюри, определяющее из предложенных на конкурс кандидатов номинантов, собирается в Бонне и выбирает из них победителей.

## Блогопедия
Блогопедия, являющаяся каталогом блогов и одним из ресурсов конкурса, за котором следят редакторы, круглый год открыта для пользования и пополнения. Сайты в Блогопедии можно искать по различным критериям, таким как «название», «автор», «страна», «язык» или «тип». В составе Блогопедии не только блоги, но также подкасты и видеоблоги. Все сайты, внесенные в Блогопедию, доступны пользователям для комментирования, оценок и рекомендаций.

## Победители конкурса 2006 года
- Лучший блог: Sunlight Foundation
- Лучший корпоративный блог: «клуб (недоступная ссылка)» Василия Уткина
- Лучший блог на русском: Магазета: Все о Китае

Призами жюри в главной конкурсной категории за лучшие блоги ранее были, в частности, отмечены: Más respeto, que soy tu madre (2005).

## Победители конкурса 2008 года
- Лучший блог: Generation Y (недоступная ссылка)
- Лучший подкаст: «Radio Grinch»
- Лучший видеоблог: Voices of Africa

## Победители конкурса 2010 года
Итоги конкурса были подведены 15 апреля 2010 года в Берлине. Победителями стали:
- «Лучший видеоблог» — «Mr. Freeman»
- «Самый необычный блог» — Blog do Alem (Бразилия), «Проснись, мистер Грин» (Россия)
- «Лучший блог на русском языке» — Альманах эпохи гипертекста Ильи Кабанова
- «Лучший блог» — англоязычный коллективный блог Ushahidi: Crowdsourcing Crisis Information

## Победители конкурса 2011 года
В 2011 году лауреатами конкурса стали:
- «Наиболее полезный для общества ресурс» — «РосПил» (Россия)
- «Лучший блог на русском языке» — дневник Алексея Навального в ЖЖ
- «Приз организации „Репортеры без границ“» — мексиканский блог «Сьюдад-Хуарес в тени наркотрафика»
- «Лучший блог» — дневник Тунисской девочки.

## Победители конкурса 2016 года
Лауреаты:
- «Лучшая социальная инициатива в Сети» — Stop Acid Attacks (жюри), Hass hilft (онлайн-голосование)
- «Лучшая инновация» — Gershad (жюри), Ramy Raoof (онлайн-голосование)
- «Культура и искусство» — Центр политического искусства (жюри), GMB Akash (онлайн-голосование)
- «Гражданская журналистика в Сети» — Razor’s Edge (жюри), «Вахид онлайн» (онлайн-голосование)
- «Лучший сайт или блог на арабском» — Za2eed18
- «Лучший сайт или блог на английском» — Open Migration
- «Лучший сайт или блог на бенгальском» — German Probashe
- «Лучший сайт или блог на китайском» — Media Monitor for Women Network
- «Лучший сайт или блог на индонезийском» — Qureta
- «Лучший сайт или блог на испанском» — Asociación Animalista Libera
- «Лучший сайт или блог на немецком» — #YouGeHa
- «Лучший сайт или блог на персидском» — Kabul Taxi
- «Лучший сайт или блог на португальском» — Amazonia Real
- «Лучший сайт или блог на русском» — Антижурналист
- «Лучший сайт или блог на турецком» — Engelli Web
- «Лучший сайт или блог на украинском» — Ціна держави
- «Лучший сайт или блог на французском» — Rythmes d’Afrique
- «Лучший сайт или блог на хинди» — Chaupal